# Люляйляко
Люляйляко (на испански: Llullaillaco) е действащ стратовулкан и връх в Южна Америка, разположен на границата между Аржентина и Чили.